# Nasty (canção de Pixie Lott)
"Nasty" é uma canção da cantora inglesa Pixie Lott contida no autointitulado terceiro álbum de estúdio de Lott, Pixie Lott. A faixa foi composta por James Brown, Thomas Callaway, Harry Casey, Rick Finch, Claude Kelly, Billy Nichols e Jack Splash, dos quais o último a produziu. "Nasty" foi gravada por Christina Aguilera para a trilha sonora do filme de 2010 Burlesque, mas, da mesma forma que vários artistas fizeram suas versões da música, Aguilera rejeitou a obra. Durante a elaboração do seu álbum, Lott ouviu a canção e logo a quis gravar. Por a faixa conter amostras de outras composições, a inglesa teve de conseguir os direitos de gravação por intermédio da sua equipe de advogados, obtendo sucesso na aquisição.
"Nasty" teve lançamento em 7 de março de 2014 como o primeiro single do Pixie Lott. Descrita por Lott como uma conexão entre seu segundo álbum, Young Foolish Happy, e seu terceiro, a faixa recebeu críticas desfavoráveis. Especialistas compararam-na à versão de Aguilera e concluíram que a de Lott não soa tão bem como a primeira, mas sim antiquada devido ao tempo que já havia passado desde que a música fora inicialmente produzida. O single estreou no nono lugar da tabela musical da Official Charts Company (OCC), tornando-se na sétima faixa de Lott a ficar dentro das dez primeiras posições no Reino Unido. "Nasty" alcançou sua melhor colocação na Escócia, onde onde estreou no número oito.

## Antecedentes e lançamento
"Na primeira vez que eu a ouvi, pensei: 'Oh, meu Deus, seria perfeito tê-la como uma ponte entre este e meu último álbum.' Ela é bem atual, mas também tem elementos das antigas na produção."

—Lott comentando à Billboard em 2014 sobre a primeira vez que ouviu "Nasty" e o papel da música como o primeiro single do Pixie Lott.
A cantora estadunidense Christina Aguilera gravou faixas para a trilha sonora do filme de 2010 Burlesque. Do material gravado por Aguilera, a música "Nasty", um dueto com Cee Lo Green, foi descartada do projeto por questões legais e também rejeitada por outros artistas que a gravaram. Em 2012, a inglesa Lott deu início à produção do seu terceiro álbum de estúdio Pixie Lott e, durante esse processo, a cantora ouviu "Nasty", desejando gravar a música imediatamente, como comentou ao Metro britânico em janeiro de 2014. Como a faixa contém várias demonstrações de canções de outros artistas, a inglesa teve dificuldade para fazer sua versão da obra devido aos direitos autorais que implicavam no processo de gravação. Sua equipe de advogados, no entanto, conseguiu os direitos para o uso das amostras das músicas alheias, dando à Lott o direito de obter a música. Lott gravou "Nasty" em Miami e comentou que a canção serve como uma conexão entre seu segundo e seu futuro terceiro álbum.
Em junho de 2013, a inglesa deu uma entrevista ao Daily Star em que planejava lançar o primeiro single do terceiro álbum em outubro daquele ano. No entanto, os planos de Lott mudaram e rumores sobre o título ser "Nasty" apareceram na Internet com o vazamento de uma gravação do possível vídeo novo da cantora em novembro. Em dezembro, a artista anunciou através de um bate-papo pelo Google+ detalhes do seu terceiro álbum que incluíam a confirmação do título do primeiro single como "Nasty". O vídeo de uma apresentação acústica da faixa com a parceria do grupo The Vamps foi carregado no YouTube em fevereiro de 2014. "Nasty" foi lançada em formato digital pela Virgin EMI em 7 de março de 2014 em três edições: em versão de estúdio, ao vivo e em parceria com os The Vamps. Três dias depois, a música teve distribuição em CD.

## Recepção da crítica
| Críticas profissionais | Críticas profissionais |
| Avaliações da crítica  | Avaliações da crítica  |
| Fonte                  | Avaliação              |
| ---------------------- | ---------------------- |
| Digital Spy            | [ 16 ]                 |

"Nasty" recebeu críticas desfavoráveis da mídia especializada. Robert Copsey, do portal Digital Spy, comparou a versão de Lott à de Aguilera e comentou que embora a versão da primeira obteve uma produção adequada às estações de rádio, "a canção pede por um rosnado feroz que só a Xtina [Aguilera] sabe fazer". Jon O'Brien, da edição britânica e irlandesa do portal Yahoo!, analisou que "Nasty" poderia se encaixar no Burlesque, mas criticou a escolha da inglesa em gravar uma música "antiquada" após anos desta ter sido descartada.

## Desempenho comercial
"Nasty" fez sua estreia nas tabelas musicais na Irlanda, onde apareceu pela primeira vez no número 43 da publicação da Irish Recorded Music Association (IRMA) da semana de 13 de março de 2014. Na outra semana, a faixa apareceu mais uma vez na lista ao atingir a 56.ª posição. No dia 16 daquele mês, a Official Charts Company (OCC) anunciou que "Nasty" debutara no número nove da lista divulgada pela empresa para a semana do próximo dia 22. Com vendas na primeira semana de 30.812 cópias digitais, a música se tornou na sétima de Lott a ficar dentro dos dez primeiros lugares em território britânico.
Na compilação que a OCC faz das músicas mais vendidas na Escócia, "Nasty" obteve sua melhor colocação ao estrear no número oito.
Na Coreia do Sul, "Nasty" estreou no número quinze da tabela digital da Gaon para artistas internacionais durante o período entre 9 e 15 de março de 2014. No dia 29 daquele mês, a música contabilizava mais de 208 mil reproduções no formato de streaming e, em 5 de abril, mais de 16 mil vendas digitais.

### Posições semanais
| Tabela (2014)                              | Melhor posição |
| ------------------------------------------ | -------------- |
| Coreia do Sul (Gaon) (internacional)       | 15             |
| Escócia (Official Charts Company)          | 8              |
| Irlanda (Irish Recorded Music Association) | 43             |
| Reino Unido (Official Charts Company)      | 9              |

## Lista de faixas
| CD single |                                   |         |  |
| N.º       | Título                            | Duração |  |
| 1.        | "Nasty"                           | 2:49    |  |
| 2.        | "The Point of No Return"          | 3:14    |  |
| 3.        | "Cry to Me" (ao vivo no The Pool) | 3:15    |  |
| 4.        | "Nasty" (Mike Mago Remix)         | 2:50    |  |

| Download digital |         |         |  |
| N.º              | Título  | Duração |  |
| 1.               | "Nasty" | 2:46    |  |

| Download digital |                               |         |  |
| N.º              | Título                        | Duração |  |
| 1.               | "Nasty" (ao vivo no The Pool) | 2:55    |  |

| Download digital |                                         |         |  |
| N.º              | Título                                  | Duração |  |
| 1.               | "Nasty" (com participação de The Vamps) | 2:47    |  |

| Extended play (EP) digital da Amazon.co.uk |                                                      |         |  |
| N.º                                        | Título                                               | Duração |  |
| 1.                                         | "Nasty"                                              | 2:46    |  |
| 2.                                         | "When You Were My Man" (ao vivo no The Pool em 2013) | 3:53    |  |
| 3.                                         | "Royals" (ao vivo no The Pool em 2013)               | 3:37    |  |
| 4.                                         | "(Your Love Keeps Lifting Me) Higher and Higher"     | 3:26    |  |

| Extended play (EP) digital da iTunes Store |                                                      |         |  |
| N.º                                        | Título                                               | Duração |  |
| 1.                                         | "Nasty"                                              | 2:46    |  |
| 2.                                         | "When You Were My Man" (ao vivo no The Pool em 2013) | 3:53    |  |
| 3.                                         | "Wake Me Up" (ao vivo no The Pool em 2013)           | 2:47    |  |
| 4.                                         | "(Your Love Keeps Lifting Me) Higher and Higher"     | 3:26    |  |

## Créditos
Créditos adaptados do CD single de "Nasty":
| - James Brown: composição; - Thomas Callaway: composição; - Harry Casey: composição; - Michael Duke: voz adicional; - Richard Finch: composição; - Stuart Hawkes: engenharia de masterização; | - Long Island: mixagem; - Claude Kelly: composição; - Billy Nichols: composição; - Jay Reynolds: programação de bateria adicional; - Jack Splash: arranjo, bateria, composição, engenharia, percussão e produção. |

## Histórico de lançamento
| País                | Data               | Formato          | Gravadora  |
| ------------------- | ------------------ | ---------------- | ---------- |
| Brasil              | 7 de março de 2014 | Download digital | Virgin EMI |
| Moçambique          | 7 de março de 2014 | Download digital | Virgin EMI |
| Portugal            | 7 de março de 2014 | Download digital | Virgin EMI |
| Reino Unido         | 7 de março de 2014 | Download digital | Virgin EMI |
| 10 de março de 2014 | CD single          |                  | Virgin EMI |